# Юридичний реалізм
Юридичний реалізм — школа  філософії права, що головною мірою сформувалась на початку 20-го століття під час піку критики класичної правової думки кінця 19-го століття у США. Спочатку вона дістала назву американського юридичного реалізму. Американський юридичний реалізм часто згадують за його виклик класичній правовій думці, яка стверджувала, що звичні правові інститути — автономні та самоврядні системи правової дійсності, незаплямовані політикою. На відміну від класичної правової думки, американський юридичний реалізм активно намагався зобразити інститути права не заперечуючи та не спотворюючи картину гострого морального, політичного та соціального конфлікту. Найбільш важливою спадщиною американського юридичного реалізму є його відкидання класичної правової позиції та утвердження незалежності і автономії права від морального і політичного дискурсу.

## Попередники
Хоча рух американського правового реалізму, як зазвичай вважається, мав місце у період між двома світовими війнами, багато ідей, що займали чільне місце у вченні і працях реалістів були вперше розроблені дисидентами з попереднього покоління вчених.

### Олівер Венделл Голмс молодший
Найбільш важливим з цих попередників є Олівер Венделл Голмс молодший, чия робота мала особливо сильний вплив на положення американського юридичного реалізму.

### «Загальне право»
Опублікована у 1881 році книга Голмса «Загальне право» значною мірою вплинула на ідеї американського юридичного реалізму. Деякі вчені охрестили книгу шедевром. Вона починається відомим афоризмом Голмса: «Життя закону — не логіка, а досвід». «Загальне право» піддається багатьом інтерпретаціям і деякі реалісти бачили у ній виказ зусиль представити закон як «науку». Інші трактують її як напад на класичну правову концепцію, який є цілісною системою фіксованих аксіом, з яких можуть бути виведені конкретні правила і рішення . Є ще третя думка. Згідно з нею книга тлумачиться як заклик до емпіричного вивчення правових норм . Дебати, безсумнівно, є нескінченними, але, одна річ є абсолютно зрозумілою: більшість реалістів знайшли книгу у деякому роді надихаючою . Дійсно, відомий афоризм Голмса став бойовим кличем руху американського юридичного реалізму.

### Шлях права
Інша впливова робота Голмса — есе «Шлях права». Спочатку воно було написане у 1897 році як промов. Головна ідея «Шляху права» полягає у відсутності передумов причини рішення про те, яке з двох суперечливих правових вчень є правильним . Розробивши цю промову Голмс уперше звернувся до відмінності між правом і мораллю: «The prophecies of what the courts will do in fact, and nothing more pretentious, are what I mean by the law». Якщо закон — передбачення, Холмс продовжує, ми повинні відкинути точку зору «переписувачів тексту», які стверджують, що закон «це щось, що відрізняється від рішень, які приймаються у судах штату Массачусетс чи Англії, що це система причин, яка випливає з принципів етики або припущених аксіом, що можуть збігатись або не збігатись з рішеннями».
Далі Голмс вводить свій найважливіший і найвпливовіший аргумент — теорію «поганої людини» у праві: «якщо ми вважаємо нашого друга поганою людиною, ми побачимо, що його не хвилюють дві соломинки», тобто мораль чи логіку закону. Для поганої людини «юридичний обов'язок» означає тільки «передбачення, що якщо вона робить певні речі, для неї настануть неприємні наслідки у вигляді позбавлення волі або примусового платежу». Погана людина рахується тільки з матеріальними наслідками. Різка відмінність між правом і мораллю, висвітлена Голмсом, справила потужний вплив на думки більшості юридичних реалістів, хоча вона теж була витлумачена у різних напрямках. Дехто вважає, що така думка виправдовує відділення наукового дослідження правових інститутів від відволікаючого дискурсу етики. Інші інтерпретують аргумент Голмса як корисну корективу в неясне розуміння права і моралі, породжене традиційною американською концепцією про природні права.
Утилітарний чи інструментальний присмак «Шляху права» також знайшов підтримку у реалістів. Мета закону, наполягав Голмс, у стримуванні небажаних соціальних наслідків: «Я думаю, що самі судді не змогли б адекватно визнати свій обов'язок, зважуючи на соціальну перевагу». Перед громадянською війною ця концепція судових рішень у вигляді соціальної інженерії була поширена серед американських суддів, але у кінці дев'ятнадцятого століття вона втратила популярність. Одним з прагнень Холмса та реалістів було відродити її.
Декілька конкретних доктринальних аргументів у «Шляху права» були розроблені і відтворювалися у більш технічних есе реалістів. Наприклад, Голмс змальовував свою теорію поганої людини у розвитку, який показував зміни розуміння природи договірних зобов'язань у часі. «Обов'язок зберігати договір у рамках закону означає передбачення відшкодування наслідків його недотримання і нічого більше», Тільки «плутанина між правовими і моральними ідеями» наштовхнула на висновок про те, що порушення контракту є аморальним. Підхід, який зосереджується виключно на наслідках порушення, Голмс визначав як «сморід у ніздрях тих, хто вважає його доцільним для отримання якомога більше етики в законі», Але він є більш точним і корисним, стверджував він, ніж підхід, що концентрується на моральних зобов'язаннях, пов'язаних з обіцянками. На більш детальному рівні Голмс розробляє свої ранні критичні суб'єктивні теорії договірних обов'язків (що обґрунтовані як зобов'язання імовірних договірних сторін у «Meeting of the minds», пропонуючи замість об'єктивної теорії, яка визнала, що судді повинні надавати значення мові, яка використовується сторонами. Ця характеристика служить важливим полем для нападу реалістів на класичний ідеал нейтральної ринкової економіки, що саморегулюється.
Зауваження Голмса щодо правопорушень (деліктів) у «Шляху права» були ще більш інноваційними. Відходячи від позиції, на якій він раніше стояв у «Загальному праві», Голмс стверджує, що неможливо однозначно відповісти на питання про те, чи змушений обвинувачений, що завдав шкоди комусь, але його поведінка не була злочинною, відшкодовувати збитки потерпілому. Вибір між принципом «халатності» (обвинувачені повинні нести відповідальність тільки якщо їх поведінка була винною) і принципом «суворої відповідальності» (обвинувачені повинні нести відповідальність навіть якщо не мали злочинного наміру), тепер він наполягав, «є прихованим боєм у питанні законодавчої політики, і, якщо хто-небудь думає, що він може бути вирішений дедуктивно або один раз для всіх, я тільки можу сказати, що думаю, що він теоретично невірний і що я впевнений, що його висновок не буде використаний на практиці». Серед політичних питань, які піднімалися, було питання про шкоду, спричинену сучасною промисловістю (наприклад, залізницями, фабриками), яка повинна відшкодовуватися громадськістю у цілому (за рахунок підвищення цін на товари та послуги, які надаюсь ці галузі). Аргументи на тему «Втрати розповсюдження» займають чільне місце у працях реалістів про правопорушення.

## Спадщина американського правового реалізму

### Критика ринкової економіки
У кінці 19-го століття класична правова думка дотримувалася ідеї, що самоврядна, децентралізована, конкурентоспроможна ринкова економіка дозволить існування правових інститутів, як нейтральних, аполітичних та неупереджених арбітрів, які б справедливо розподіляли матеріальні блага. Враховуючи нерівномірний розподіл талантів, енергії і удачі, у класичній правовій думці стверджувалося, що сама по собі самоврядна, децентралізована, конкурентоспроможна ринкова економіка неминуче призведе до організованої нерівності. Таким чином, правові інститути могли б функціонувати як нейтральні, аполітичні та неупереджені арбітри, тому що в умовах ринкової економіки їх діяльність була б спрямована на гарантування рівних можливостей для конкуруючих сторін. Неначе «невидима рука», класична правова думка припускала, що нерівні результати були тільки тому, що вони відображали початкові нерівні можливості людей у конкурентній гонці, і будь-яка спроба втручання у нерівність результатів у кінцевому рахунку підірвала би легітимність правових інститутів.
«Теорія волі» договірного права представляла парадигму класичної правової думки, прихильної до нейтральності, завдяки якій забезпечується самоврядність, децентралізація, конкурентоспроможність ринкової економіки. За теорією волі основою для дотримання договору була «зустріч умів» або конвергенція інтересів договірних сторін. Наприклад, якщо дві сторони уклали угоду про продаж тисячі бушелів пшениці вищого ґатунку за нижчими цінами, ніж існуюча ринкова ціна, суди не будуть намагатися судити про справедливість угоди. Замість цього передбачається, що суди за відсутності незвичайних обставин, коли кожна сторона добровільно погодилися виконувати свої обов'язки відповідно до умов договору, служать лише як нейтральний інфорсер сторін вже існуючої добровільної угоди. Як правило, суди не досліджують питання справедливості договору, тому що вони припускають, що сама по собі самоврядна, децентралізована, конкурентоспроможна ринкова економіка гарантує справедливий розподіл багатства шляхом добровільної угоди між людьми.
На початку 20-го століття під час вражаючого зростання корпоративної концентрації та посилення нерівномірності розподілу багатств, американські юридичні реалісти починають виступати проти законності самоврядної, децентралізованої, конкурентоспроможної ринкової економіки.

### «Coercion and Distribution in a Supposedly Non-Coercive State» Роберта Лі Хейла
Наслідуючи анти-натуралістичну економічну спадщину Веблена, Елі і Коммонса, Роберт Лі Хейл, юрист і економіст з Колумбійського університету, стверджував у «Coercion and Distribution in a Supposedly Non-Coercive State», що ринкова економіка насправді є організованою формою примусу до людей без власності з боку власників. Основною ідеєю Хейла був наступ на пануюче бачення ринкової економіки як системи вільного непримушеного обміну і підірвання вимоги, згідно з якою закон повинен просто відображати результати діяльність нейтрального ринку.
Хейл намагався стерти яскраву розмежувальну лінію між добровільністю та примусом, зображуючи поведінку між учасниками ринку як відображення владних відносин, а не як якусь абстрактну добровільну «зустрічі умів» або конвергенцію інтересів. Хейл проілюстрував цю точку зору двома центральними образами: різноробочий, який не добровільно обирав роботу, а, скоріше з примусу через страх голоду; і власник фабрики, чия примусова сила ослаблена тим, що його клієнти і його робітники мають право приймати рішення більш або менш сприятливі для нього — клієнти через дану їм законом силу утримувати доступ до своїх грошових коштів, працівники через їх фактичні можливості (що не створюються і не знищуються законом) утримувати свої послуги ". Однак, Хейл зазначає, що популярна думка, як правило, не визнає відносини між учасниками ринку як «примусові», так що він прагнув показати, що відносини між учасниками ринку не є чисто «добровільними».
Хейл охарактеризував відмінність між поведінкою, приватної організації чи держави, яка визнана примусовою та поведінкою, що не носить такого ярлику. Наприклад, Хейл стверджує, що рішення відмовити — не купувати продукцію на ринку або не використовувати працю — просто інша форма примусу за теорією економічної влади. «Якщо б колись визнали, що майже всі доходи є результатом приватного примусу, інколи з допомогою держави, інколи — без, було б ясно, що визнати примусовий характер процесу, означає, не засуджувати його.» Оскільки усі ринкові угоди відображають попередній розподіл власності та прав, уся поведінка учасників ринку за своєю природою містить різного ступеня примус. Хейл зазначав, що «безсумнівно, примусовий характер тиску, що чиниться власником, маскується» в концепції ринкової економіки як системи вільного і добровільного обміну. Таким чином, Хейл стверджує, що ринкова економіка є лише організаційною формою соціальної примусу, про який можна судити тільки з його соціальних наслідків.
Найоригінальнішою з ідей Хейла була думка, що ринкова економіка була фактичним творцем майна та прав, а не нейтральною установою, яка відображала вже існуючі права власності. У якийсь момент стало зрозуміло, що не може існувати такого поняття, як повністю добровільний ринок, також не може бути повністю нейтрального ринку, тому що, так чи інакше, потрібні правила, що визначають, як регулювати (або не регулювати) примус. Наприклад, правові норми, що регулюють ринок, визначають відомості про власність, права роботодавців щодо звільнення працівників, законність економічного примусу. Далекий від нейтрального та природного, кожен ринковий режим створив власність, значення якої не може бути незалежним від основних правових норм, що регулюють примус. Іншими словами Хейл прагнув продемонструвати, що права власності не існувало до виникнення правових норм, що його визначають.
Основним аргументом Хейла було те, що власність є джерелом економічного багатства тільки якщо деякі люди не мають можливості використовувати її способами, дозволеними для інших людей. Якщо суди, наприклад, повинні попереджувати дихання людини повітрям, яким дихав хтось інший (в межах, скажімо, розумних строків давності), ті люди, які дихали найбільш енергійно, були швидшими і мудрішими у виборі привабливих місць, в яких дихати (або уклали найбільш вигідні угоди з такими особами) будуть, в силу права власності на визначені обсяги повітря, насолоджуватися своєрідною економічною перевагою, яка може через різні види економічного обміну бути перетворена в інші форми економічної переваги, такі як право власності на газети або витончений одяг. Таким чином, суди будуть створювати економічні багатства і власність, якщо вони встановили правові норми, що визначили порядок експлуатації повітря. Крім того, будь-яка потенційна зміна правових норм знижує майбутнє значення деяких визнаних прав власності. Також Хейл стверджував, що юридична ідея власності відображається у абстрактній округлості.
Можливо, найвідомішим прикладом кругової аргументації, що справив найбільш важливий специфічний вплив на ідеї Хейла про власність, є можлива участь у судовому визначенні справедливих тарифів на комунальні послуги, які комунальні підприємства мають право встановлювати у рамках Конституції Сполучених Штатів. У «Rate Making Cases» суди намагалися з'ясувати справжню ринкову вартість послуг комунального підприємства, а потім встановити ціну для споживача, який впевнений у справедливості прибутків комунального підприємства для певної послуги. Тим не менш, рішення судів не могло насправді бути заснованим лише на поточній ринкової вартості послуг (майна) комунального підприємства, тому що актуальна ринкова вартість — всього лише поточна вартість очікуваних ставок. Таким чином, існуюча ринкова вартість майна комунального підприємства — лише наслідок рішення суду, а не визнання або відкриття якогось значення або права власності, яких не існувало раніше. Так як це було гарантією майбутнього потоку доходів, що визначив нинішню ринкову вартість майна комунального підприємства, суди через контроль обґрунтованості тарифів фактично створювали власність з матеріалів соціального факту, комерційного звичаю і популярних моральних переконань або забобонів.
«Rate Making Cases» дала змогу Хейлу побачити, що справжня ринкова вартість не є незалежною від очікуваного прибутку і не має економічної цінності, що була б незалежною від юридичного захисту. Той факт, що суди не захищають передбачені права власності, знецінює такі права. І те, що вони не є цінними, буде розглядатися як підстава для відмови від їх захисту.

## Ширше пояснення
Юридичний реалізм базується на передумові, згідно з якою його часто мимоволі дотримуються більшість юристів і багато людей, які мають юридичну підготовку: закон, яким би він не був, тісно пов'язаний з реальними результатами у конкретних справах. Прийняття цього положення рухає юриспруденцію від абстрактного вивчення права, подалі від гіпотетичних передбачень і ближче до емпіричного відображення дійсності.
Прихильники правового реалізму стверджують, що він не пов'язаний з тим, чим закон має чи повинен бути, юридичний реалізм просто прагне описати, чим закон є насправді. Прихильники юридичного формалізму не погоджуються з цим, кажучи, що «закон» є те, що видає законодавець, а судді не законодавці, і продукт їх діяльності у правовій сфері є не «правом», а має статус правової практики.

## Розширення впливу
Багато діячів, що розвивали правову думку, відштовхувалися від юридичного реалізму, зокрема, Герман Оліфант (1884–1939) у своїх працях; юридичний реалізм зумовив розвиток правової школи процесу в 1950-х і 1960-х роках, яка у теорії намагалась намітити середину між крайнощами реалізму та формалізму. Реалізм зберігає свою впливовість і є на сьогодні широким спектром правових шкіл, які або стоять на крайніх позиціях, таких, як критичні правові дослідження (вчені Дункан Кеннеді і Роберто Унгер), феміністська теорія права і критична теорія раси, зокрема в Гарвардській школі права, Колумбійській школі права та Єльській юридичній школі, або більш поміркованих, таких як право та економіка (вчені Річард Познер з Університету Чикаго і Річард Епштейн з Університету Чикаго і юридичного факультету Нью-Йоркського університету) і право та суспільство (вчені Марк Галантер і Стюарт Маколей з юридичного факультету університету Вісконсіна).
Юридичний реалізм також вплинув на визнання політичної науки та започаткування досліджень судової поведінки як спеціальної дисципліни в рамках соціальних наук.

## Продовжуючи актуальність
Юридичний реалізм виник як анти-формальна та емпірично орієнтована реакція на відмову від юридичного формалізму декана Христофора Колумба Ленгделла і Американського інституту права, а також «механістичної юриспруденції» або «науки права», з якою юридичний реалізм і став асоціюватись.